# Muzeum Okręgowe w Koninie
Muzeum Okręgowe w Koninie – placówka muzealna, instytucja kultury Samorządu Województwa Wielkopolskiego. Dokumentuje dzieje Ziemi Konińskiej.
Główną siedzibę Muzeum stanowi Zamek w Gosławicach.

## Historia

### Muzeum Regionalne
Regionalna izba pamiątek, na bazie której utworzono muzeum, powstała w 1953 roku z inicjatywy członków Oddziału PTTK w Koninie. 
Siedzibą izby były pomieszczenia sklepowe przy skrzyżowaniu ul. Wiosny Ludów z ul. Gwoździarską. Izbę w 1956 przekształcono w Muzeum Regionalne, które zlokalizowano w budynku przy ul. Słowackiego, gdzie przed wojną mieściło się kino „Moderne”. Muzeum prowadzili społecznie członkowie PTTK.

### Muzeum Zagłębia Konińskiego
Zgodnie z uchwałą Prezydium Powiatowej Rady Narodowej z dnia 1 lutego 1966 roku w Koninie powołano Muzeum Zagłębia Konińskiego. Była to pierwsza państwowa jednostka muzealna na terenie województwa konińskiego. Kierował nią dr Andrzej Nowak. Znajdowała się w budynku po zasadniczej szkole górniczej w Koninie - Marantowie. W 1967 roku uruchomiono pierwszą stałą wystawę (na powierzchni około 200 m²). Pomieszczenia udostępniła bezpłatnie Kopalnia Węgla Brunatnego Konin, która wcześniej przejęła część zbiorów (około 600 eksponatów) po zlikwidowanym Muzeum Regionalnym.

### Muzeum Okręgowe
Po reformie administracyjnej w 1975 roku placówce nadano status muzeum okręgowego. Dyrektorem została dr Łucja Pawlicka-Nowak. Był to okres intensyfikacji działalności badawczej w zakresie archeologii i etnografii oraz  powiększania kolekcji. Od lipca 1982 roku Muzeum Okręgowe ma siedzibę w Gosławicach. Zamek do użytku oddano w 1986 roku. W styczniu 1990 roku pierwsi zwiedzający mogli obejrzeć wystawę "Dwór polski" w zrekonstruowanym dworku. W 2010 roku oddano do użytku nowe ekspozycje w odremontowanym budynku spichlerza.

## Zbiory
Zbiory udostępnione są na wystawach stałych:
- Konin poprzez wieki;
- Biżuteria i styl (biżuteria ze zbiorów MOK);
- Pradzieje Ziemi Konińskiej;
- Judaika;
- Deski renesansowe z kościoła św. Jakuba w Rzgowie (zbiór 44 polichromowanych desek z drewna modrzewiowego, stanowiący pozostałość stropu z kościoła parafialnego);
- By czas nie zaćmił (historia górnictwa  Wielkopolski Wschodniej);
- Mamuty, nosorożce (znaleziska szczątków kostnych wymarłych wielkich roślinożerców, które zamieszkiwały okolice dzisiejszego Konina);
- Słoń leśny (poświęcona znalezisku jednego z najbardziej kompletnych szkieletów słonia leśnego; zorganizowana przy współpracy Zakładu Paleozoologii Uniwersytetu Wrocławskiego)

i wystawach czasowych.
W strukturze muzeum znajdują się również:
- Skansen maszyn i urządzeń górniczych;
- Skansen etnograficzny (5 obiektów na powierzchni 0,5 ha);
- Dwór polski (rekonstrukcja osiemnastowiecznego dworu z Ruszkowa pod Kołem);
- Skansen archeologiczny w Mrówkach (zrekonstruowany gródek stożkowy usytuowany w lesie, w bezpośrednim sąsiedztwie jeziora Kownackiego).